# Mirosław Breguła
Mirosław Roman Breguła (ur. 10 lutego 1964 w Świętochłowicach, zm. 2 listopada 2007 w Chorzowie) – polski wokalista, gitarzysta i kompozytor.

## Życiorys

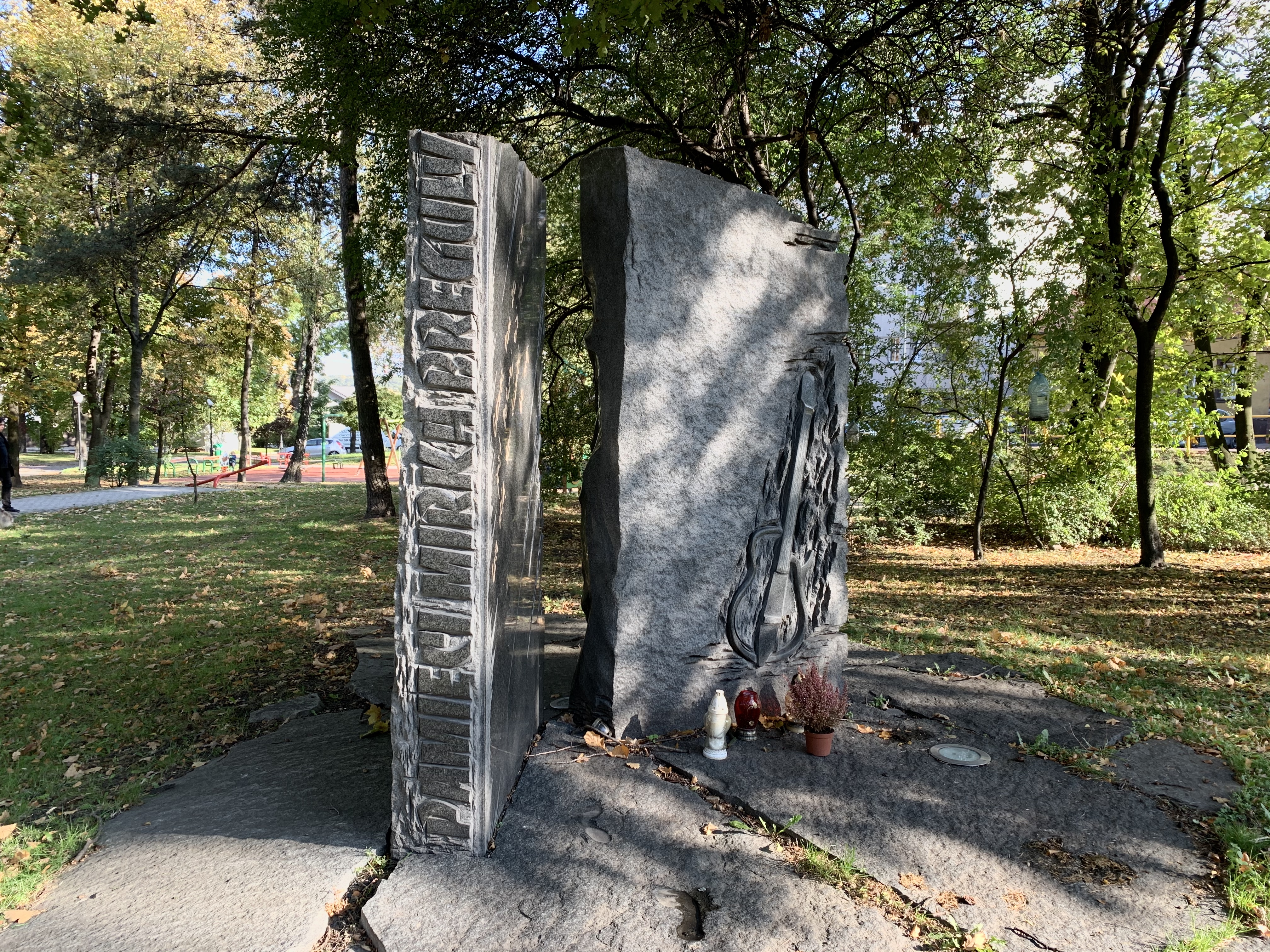
Pomnik upamiętniający Mirosława Bregułę, Chorzów Stary, Plac Piastowski

Współzałożyciel i lider zespołu muzycznego Universe utworzonego w 1981 razem z Henrykiem Czichem. Nazwa zespołu nawiązuje do fascynacji Breguły grupą The Beatles, a inspirowana była kompozycją Johna Lennona i Paula McCartneya pt. "Across the Universe". Wraz z zespołem koncertował m.in. w USA, Niemczech i na Kubie. Jego charakterystyczny głos był znakiem firmowym zespołu. Był autorem ponad 150 tekstów, sam komponował oraz aranżował muzykę w zdecydowanej większości utworów zespołu.
W 1983 grupa zwyciężyła na Młodzieżowym Ogólnopolskim Przeglądzie Piosenki we Wrocławiu. W 1992 na festiwalu w Opolu, zespół zdobył I nagrodę w konkursie premier za piosenkę "Daj mi wreszcie święty spokój". Rok później na tej samej imprezie Universe zdobył III nagrodę. Do 2000 Mirosław Breguła i Henryk Czich nagrali razem 11 albumów i praktycznie nieprzerwanie koncertowali w całej Polsce.
W 2001 Mirosław Breguła wraz z zespołem młodych muzyków nagrał swój solowy album Kto ci jeszcze wierzy?, który zawiera 12 utworów.
Od dwudziestego roku życia cierpiał na alkoholizm; bezskutecznie podejmował próby leczenia. W 2006 wykryto u niego raka krtani.
Ostatni swój koncert zagrał w Teatrze Rozrywki w Chorzowie, podczas "Festiwalu Stróżów Poranka", 28 października 2007, wraz ze swoim fanem, polskim wokalistą Andrzejem Lampertem i zespołem PIN. Zaśpiewał utwór "Niby Bracia" – piosenka ta pochodzi z płyty Być przy Tobie, wydanej w 1994.
2 listopada 2007 popełnił samobójstwo poprzez powieszenie w chorzowskiej kamienicy przy ul. Wandy, w której mieszkał. Na ciało natknął się na klatce schodowej około godziny 5:20 jego sąsiad. Muzyk pozostawił po sobie list pożegnalny, którego treść nie została podana do publicznej wiadomości.
Jego prochy zostały pochowane 7 listopada 2007 na cmentarzu przy kościele pod wezwaniem świętej Marii Magdaleny w Chorzowie Starym. W pogrzebie wzięło udział ponad 5 tysięcy osób z Polski i zagranicy, w tym rodzina, przyjaciele, muzycy oraz fani. Uroczystość miała bardzo podniosłą oprawę, w kościele wykonano m.in. specjalnie przygotowany utwór "Święty spokój wreszcie masz" śpiewany przez Magdę Anioł, do której przyłączyli się wszyscy obecni. Na cmentarzu przemawiał współzałożyciel zespołu, Henryk Czich, cytując fragmenty tekstów Mirosława Breguły. Fani twórczości Universe składali czerwone róże, stos kwiatów miał wysokość ponad 3 metrów.
Ostatnia jak dotąd płyta grupy – Mijam jak deszcz – ukazała się na rynku w 2008. Płyta zawiera trzy wcześniej niepublikowane piosenki, nagrane przez Mirosława Bregułę na kilka miesięcy przed śmiercią. Poza tym można usłyszeć na niej znane hity i standardy Universe, w zupełnie nowych, współcześnie brzmiących, pełnych aranżacjach. Pomimo tragicznej śmierci lidera i współzałożyciela, Universe gra nadal, koncertując i przygotowując się do nagrania nowej płyty. Drugim wokalistą, obok Henryka Czicha, został Wojciech Wesołek, gitarzysta grupy.
15 grudnia 2012 roku w Chorzowskim Centrum Kultury miała miejsce premiera filmu dokumentalnego w reżyserii Doroty Pryndy pt. Mirek Breguła – choroba uczuć. Film przedstawia historię Breguły poprzez wspomnienia i przeżycia osób z jego najbliższego i dalszego otoczenia.